# IL Hødd
IL Hødd is een Noorse sportvereniging uit Ulsteinvik in de provincie Møre og Romsdal. Op 1 augustus 1919 werd de club opgericht. Er worden voetbal, handbal en gymnastiek beoefend, maar de voetbalafdeling is het meest bekend. De traditionele kleuren zijn blauw-wit.

## Geschiedenis
De laatste keer dat de club in de Eliteserien speelde, was in 1995. Na lange tijd in de 1. divisjon te hebben gespeeld, degradeerde het in 2008 naar de 2. divisjon, waardoor het op het derde niveau zou uitkomen. Twee jaar later keerde men weer terug naar de 1. divisjon, in 2016 volgde opnieuw degradatie.
Het seizoen 2021 werd afgesloten met promotiewedstrijden. In de eerste ronde versloeg Hødd weliswaar Arendal Fotball (2–1 thuis, 2–2 uit), maar in de finale was Stjørdals-Blink IL over twee wedstrijden de sterkere ploeg (3–2 thuis, 3–0 uit), waardoor de blauwen in de 2. divisjon actief bleven. Het jaar erna werd wel promotie bewerkstelligd door middel van het behalen van het kampioenschap. Na een jaar volgde degradatie, omdat de eindronde verloren werd van Lyn 1896 FK.

### NM Cupen 2012
In 2012 won Hødd als tweedeklasser de Beker van Noorwegen. In de kwartfinale werd FK Haugesund uitgeschakeld na strafschoppen en in de halve finale wist men thuis af te rekenen met SK Brann. In het Ullevaal Stadion eindigde de finale tegen Tromsø IL in 1-1, maar Hødd nam de strafschoppen beter. Het was de eerste keer dat de club de prijs won en zich plaatste voor Europees voetbal. Het was ook de eerste keer in de Noorse voetbalgeschiedenis dat een tweedeklasser de beker won. 

### Nieuw stadion
De plannen voor een nieuw stadion in Ulsteinvik bestonden al lang. In 2008 werd er een project gelanceerd voor het nieuwe stadion, maar dat werd uiteindelijk weggewuifd. Eind 2011 verscheen opnieuw een project voor het nieuwe stadion en dat werd aangenomen. Het kostenplaatje bedroeg vijftig miljoen Noorse kronen. De gemeente is eigenaar, de kosten worden betaald door de huuropbrengsten van Hødd.
De eerste wedstrijd werd gespeeld op 13 april 2015, daarbij deelden Hødd en Fredrikstad FK de punten (1-1). In 2018 was het Høddvoll de opnameplaats van de NRK-serie Heimebane.

## Erelijst
- Beker van Noorwegen

2012

## Overzichtslijsten

### Eindklasseringen vanaf 1976
| 3 |

| 6 |

| 8 |

| 5 |

| 11 |

| 1 |

| 6 |

| 8 |

| 6 |

| 3 |

| 8 |

| 12 |

| 4 |

| 1 |

| 7 |

| 4 |

| 7 |

| 7 |

| 1 |

| 12 |

| 5 |

| 7 |

| 7 |

| 13 |

| 1 |

| 11 |

| 7 |

| 11 |

| 6 |

| 9 |

| 16 |

| 1 |

| 16 |

| 2 |

| 1 |

| 8 |

| 12 |

| 3 |

| 8 |

| 4 |

| 14 |

| 6 |

| 3 |

| 7 |

| 3 |

| 2 |

| 1 |

| 14 |

| Niveau 1 | Niveau 2 | Niveau 3 |

De Noorse divisjons hebben in de loop der jaren diverse namen gekend, zie:  Eliteserien#Geschiedenis, 1. divisjon#Naamsveranderingen, 2. Divisjon.

### Seizoensresultaten vanaf 2001
| Seizoen | №  | Clubs | Divisie     | Duels | Winst | Gelijk | Verlies | Doelsaldo | Punten | Tsch  |
| ------- | -- | ----- | ----------- | ----- | ----- | ------ | ------- | --------- | ------ | ----- |
| 2001    | 11 | 16    | 1. divisjon | 30    | 9     | 8      | 13      | 50–51     | 35     | 936   |
| 2002    | 7  | 16    | 1. divisjon | 30    | 16    | 4      | 10      | 50–41     | 52     | 1.182 |
| 2003    | 11 | 16    | 1. divisjon | 30    | 9     | 8      | 13      | 51–54     | 35     | 936   |
| 2004    | 6  | 16    | 1. divisjon | 30    | 14    | 2      | 14      | 63–59     | 44     | 1.157 |
| 2005    | 9  | 16    | 1. divisjon | 30    | 10    | 7      | 13      | 53–54     | 37     | 739   |
| 2006    | 16 | 16    | 1. divisjon | 30    | 4     | 7      | 19      | 29–61     | 19     | 1.189 |
| 2007    | 1  | 14    | 2. divisjon | 26    | 18    | 3      | 5       | 77–30     | 57     | ??    |
| 2008    | 16 | 16    | 1. divisjon | 30    | 2     | 8      | 20      | 29–76     | 14     | 845   |
| 2009    | 2  | 14    | 2. divisjon | 26    | 14    | 4      | 8       | 69–44     | 46     | ??    |
| 2010    | 1  | 14    | 2. divisjon | 26    | 18    | 6      | 2       | 81–23     | 60     | ??    |
| 2011    | 8  | 16    | 1. divisjon | 30    | 13    | 7      | 10      | 54–42     | 46     | 1.189 |
| 2012    | 12 | 16    | 1. divisjon | 30    | 10    | 5      | 15      | 43–52     | 35     | 1.096 |
| 2013    | 3  | 16    | 1. divisjon | 30    | 15    | 5      | 10      | 41–31     | 50     | 1.577 |
| 2014    | 8  | 16    | 1. divisjon | 30    | 12    | 7      | 11      | 48–49     | 43     | 1.498 |
| 2015    | 4  | 16    | 1. divisjon | 30    | 14    | 6      | 10      | 43–40     | 48     | 2.067 |
| 2016    | 14 | 16    | 1. divisjon | 30    | 8     | 6      | 16      | 31–57     | 30     | 1.696 |
| 2017    | 6  | 14    | 2. divisjon | 26    | 11    | 7      | 8       | 44–37     | 40     | ??    |
| 2018    | 3  | 14    | 2. divisjon | 26    | 13    | 8      | 5       | 43–30     | 47     | ??    |
| 2019    | 7  | 14    | 2. divisjon | 26    | 10    | 5      | 11      | 40–45     | 35     | ??    |
| 2020    | 3  | 14    | 2. divisjon | 17    | 9     | 3      | 5       | 28–14     | 30     | ??    |
| 2021    | 2  | 14    | 2. divisjon | 26    | 18    | 6      | 2       | 67–18     | 60     | ??    |
| 2022    | 1  | 14    | 2. divisjon | 26    | 18    | 6      | 2       | 54–15     | 60     | ??    |
| 2023    | 15 | 16    | 1. divisjon | 30    | 8     | 9      | 13      | 29-38     | 33     | 1.194 |

### In Europa
#Q = #kwalificatieronde, T/U = Thuis/Uit, W = Wedstrijd, PUC = punten UEFA coëfficiënten .
Uitslagen vanuit gezichtspunt IL Hødd
| Seizoen | Competitie    | Ronde | Land                | Club      | Totaalscore | 1e W    | 2e W    | PUC |
| ------- | ------------- | ----- | ------------------- | --------- | ----------- | ------- | ------- | --- |
| 2013/14 | Europa League | 2Q    | Vlag van Kazachstan | FC Aktobe | 1-2         | 1-0 (T) | 0-2 (U) | 1.0 |

Zie ook:
- Deelnemers UEFA-toernooien Noorwegen
- Ranglijst van alle clubs die in de diverse Europa Cups zijn uitgekomen

## Bekende (oud-)spelers
- Åge Hareide

De navolgende Europese voetballers kwamen als speler van IL Hødd uit voor een vertegenwoordigend A-elftal. Tot op heden is Kjetil Hasund degene met de meeste interlands achter zijn naam. Hij kwam als speler van IL Hødd in totaal 16 keer uit voor het Noorse nationale elftal (1966-1971).
Borre Meinseth begon bij IL Hødd en speelde vervolgens voor Bryne FK en Viking FK voor hij zijn loopbaan in Nederland afsloot bij sc Heerenveen. Met Bryne won hij in 1987 de beker en met Viking werd hij in 1991 landskampioen. Meinseth speelde acht wedstrijden voor het Noors voetbalelftal.
| Naam           | Van        | Tot        | Totaal | Nationaal elftal |
| -------------- | ---------- | ---------- | ------ | ---------------- |
| Kjetil Hasund  | 18.09.1966 | 27.10.1971 | 16     | Noorwegen        |
| Rógvi Jacobsen | 16.03.2008 | 04.06.2008 | 2      | Faeröer          |